# Lenna
Lenna é uma comuna italiana da região da Lombardia, província de Bérgamo, com cerca de 702 habitantes. Estende-se por uma área de 12 km², tendo uma densidade populacional de 59 hab/km². Faz fronteira com Camerata Cornello, Dossena, Moio de' Calvi, Piazza Brembana, Roncobello, San Giovanni Bianco, Valnegra.

## Demografia
| Variação demográfica do município entre 1861 e 2011                               |
|                                                                                   |
| Fonte: Istituto Nazionale di Statistica (ISTAT) - Elaboração gráfica da Wikipedia |